# Mohammed Dib
Mohammed Dib  (Arabă: محمد ديب)‎ (n. 21 iulie 1920 la Tlemcen, Algeria – d. 2 mai 2003 la Paris) a fost un scriitor algerian care a scris în limba franceză peste 30 de romane, nuvele, poezii și literatură pentru copii.

## Traduceri în limba română
- Algeria, București, Editura de Stat pentru Literatură și Artă, vol.1: Dar Sbitar. Incendiul, traducere de Ov. Constantinescu, 1957, 376 p. ; vol.2, Zorile, traducere de Sanda Rogalski, 1958, 192 p.
- Cine își aduce aminte marea, tranducere de Alexandra Bărăcilă, București., Ed. Univers, Col. Globus, 1981, 207 p.
- Jocul masacrelor sau portretul libertății, traducere de Matei Călinescu, "Tribuna", 2(1958), nr.25.
- Oraș, "Viața românească", 11(1958), nr.6, p. 62.
- Poemul Algeriei, traducere de G. Demetru Pan, "Luceafărul", 1(1958), nr.4, p. 14.
- Viața astăzi, traducere de Ștefan Bitan, "Tribuna", 18(1974), nr.8, p. 16.
- Zorii mijesc, traducere de G. Demetru Pan, "Viața românească", 11(1958), nr.6, p. 62.